# Бокша (комуна)
Бокша (рум. Bocșa) — комуна у повіті Селаж в Румунії. До складу комуни входять такі села (дані про населення за 2002 рік):
- Бокша (1014 осіб) — адміністративний центр комуни
- Борла (1582 особи)
- Кимпія (269 осіб)
- Сележень (598 осіб)

Комуна розташована на відстані 402 км на північний захід від Бухареста, 16 км на північний захід від Залеу, 77 км на північний захід від Клуж-Напоки.

## Населення
За даними перепису населення 2002 року у комуні проживали 3463 особи.
Національний склад населення комуни:
| Національність | Кількість осіб | Відсоток |
| -------------- | -------------- | -------- |
| румуни         | 1785           | 51,5%    |
| угорці         | 1378           | 39,8%    |
| цигани         | 299            | 8,6%     |
| німці          | 1              | < 0,1%   |

Рідною мовою назвали:
| Мова      | Кількість осіб | Відсоток |
| --------- | -------------- | -------- |
| румунська | 1889           | 54,5%    |
| угорська  | 1376           | 39,7%    |
| циганська | 198            | 5,7%     |

Склад населення комуни за віросповіданням:
| Релігія            | Кількість осіб | Відсоток |
| ------------------ | -------------- | -------- |
| православні        | 1728           | 49,9%    |
| реформати          | 1104           | 31,9%    |
| баптисти           | 285            | 8,2%     |
| п'ятдесятники      | 118            | 3,4%     |
| греко-католики     | 115            | 3,3%     |
| бретрени           | 17             | 0,5%     |
| римо-католики      | 5              | 0,1%     |
| не вказали релігію | 90             | 2,6%     |